# Dekanat Strzelce Krajeńskie
Dekanat Strzelce Krajeńskie – jeden z 30 dekanatów należący do diecezji zielonogórsko-gorzowskiej, metropolii szczecińsko-kamieńskiej, Kościoła rzymskokatolickiego w Polsce.

## Władze dekanatu[1]
- Dziekan: ks. Krzysztof Mrukowicz (od 29.09.2023)
- Wicedziekan: ks. Wiesław Merchut (od 29.09.2023)
- Ojciec duchowny: ks. Piotr Spychała (od 2.10.2007)
- Dekanalny duszpasterz młodzieży i powołań: ks. Maciej Drozd (od 6.09.2023)

## Parafie
- Bobrówko – Parafia pw. św. Antoniego z Padwy

Buszów – Kościół filialny w budowie
Danków – Kościół filialny pw.  Najświętszego Serca Pana Jezusa
Lubicz – Kościół filialny pw.  św. Apostołów Piotra i Pawła
Sokólsko – Kościół filialny pw.  św. Stanisława Bpa
Tuczno – Kościół filialny w budowie
Machary – Kaplica  domowa
- Dobiegniew – Parafia pw.  św. Józefa

Chomętowo – Kościół filialny pw.  Dzieciątka Jezus
Mierzęcin – Kościół filialny pw.  Wniebowzięcia Najświętszej Maryi Panny
Słonów – Kościół filialny pw.  Matki Bożej Różańcowej
- Górki Noteckie  – Parafia pw.  Niepokalanego Poczęcia Najświętszej Maryi Panny

Górecko – Kościół filialny pw.  św. Stanisława Bpa
Przyłęg – Kościół filialny pw.  Najświętszego Serca Pana Jezusa
- Ogardy  – Parafia pw.  św. Stanisława Kostki

Lipie Góry – Kościół filialny pw.  św. Józefa
Pielice – Kościół filialny pw.  Matki Bożej Nieustającej Pomocy
Gilów  – Kaplica  Niepokalanego Poczęcia Najświętszej Maryi Panny
- Strzelce Krajeńskie  – Parafia pw. św. Franciszka z Asyżu

Gardzko – Kościół filialny pw.  św. Jana Chrzciciela
Licheń – Kościół filialny pw.  Niepokalanego Poczęcia Najświętszej Maryi Panny
Strzelce Krajeńskie – Kościół filialny pw.  Matki Bożej Różańcowej
Długie – Kaplica  tymczasowa
Sławno – Kaplica  tymczasowa
- Wielisławice – Parafia pw. Matki Bożej Częstochowskiej

Bronowice – Kościół filialny pw. Chrystusa Króla
Brzoza – Kościół filialny pw. Jezusa Miłosiernego
- Zwierzyn – Parafia pw. św. Jana Chrzciciela

Gościmiec – Kościół filialny pw Narodzenia Najświętszej Maryi Panny
Żółwin – Kościół filialny pw św. Andrzeja Boboli